# Musa Qurbanlı
Musa Qurbanlı, né le 13 avril 2002 à Bakou, est un footballeur international azerbaïdjanais qui évolue au poste d'avant-centre au Qarabağ FK.

## Biographie

### Carrière en club
Né à Bakou en Azerbaïdjan, Musa Qurbanlı est formé par le Qarabağ FK, où il commence sa carrière professionnelle en championnat d'Azerbaïdjan,. Il joue son premier match avec l'équipe première du club le 20 décembre 2019, lors d'un match de Coupe d'Azerbaïdjan contre Keşla, que Qarabağ remporte 3-1.
Le 16 décembre 2022, Qurbanlı a signé un nouveau contrat de quatre ans avec Qarabağ.
Le 2 juillet 2023, il a été rapporté que Qurbanlı se trouvait à Stockholm, pour passer un test médical et qu'il était très proche de Djurgårdens IF. Le 5 juillet 2023, Djurgårdens IF a annoncé avoir signé un contrat de 3 ans avec Qurbanlı. Le 22 juillet 2023, Musa a fait ses débuts pour Djurgårdens IF lors d'une défaite 0-4 contre IF Elfsborg.
Le 14 juin 2024, Qurbanlı est retourné à Qarabağ et a signé un contrat de trois ans avec son ancien club.
Il remporte plusieurs championnats nationaux avec le club d'Agdam, où il s'illustre comme buteur prolifique.

### Carrière en sélection
Qurbanlı est international espoirs avec l'Azerbaïdjan.
En 2020, Musa Qurbanlı est convoqué pour la première fois avec l'équipe senior d'Azerbaïdjan. Il honore sa première sélection le 11 novembre 2020, lors d'un match amical contre la Slovénie.